# Koji Uehara
Pour les articles homonymes, voir Uehara.
Koji Uehara (上原 浩治, Uehara Kōji), né le 3 avril 1975 à Neyagawa, est un joueur japonais de baseball. Il a joué au plus haut niveau professionnel au Japon en NPB de 1999 à 2008 avec les Yomiuri Giants avant de rejoindre la Ligue majeure de baseball en Amérique du Nord en 2009. Depuis 2017, ce lanceur de relève droitier évolue pour les Cubs de Chicago.
Avec les Red Sox de Boston, pour qui il évolue de 2013 à 2016, il est nommé joueur par excellence de la Série de championnat 2013 de la Ligue américaine.

## Carrière

### Carrière au Japon

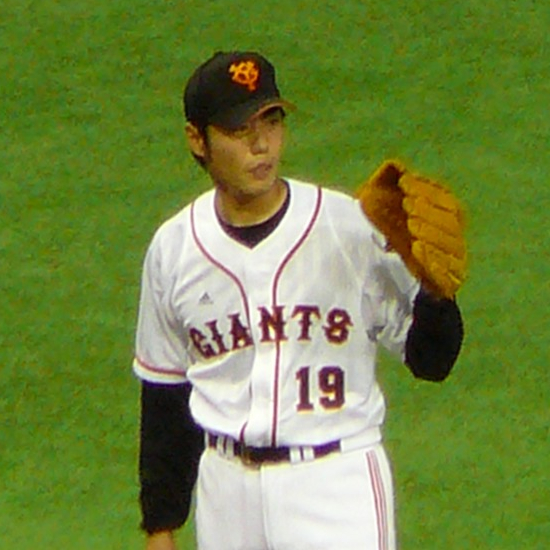
Koji Uehara en 2006 avec les Yomiuri Giants.

Koji Uehara s'aligne avec les Yomiuri Giants de 1999 à 2008. Il est élu meilleure recrue de la Ligue centrale en 1999, gagne deux fois (1999, 2002) le trophée Sawamura du meilleur lanceur et est 8 fois sélectionné au match des étoiles de la NPB (1999-2005, 2007).
En 10 saisons pour les Giants, il est principalement utilisé comme lanceur partant, un rôle qu'il ne retrouvera pas une fois passé à l'Amérique du Nord. En 276 matchs joués, dont seulement 71 comme lanceur de relève, Uehara affiche une moyenne de points mérités de 3,01 dans la ligue japonaise, avec 112 victoires contre 62 défaites et 33 sauvetages en relève. Il lance 56 matchs complets dont 9 blanchissages. En 1549 manches lancées au total, il registre 1376 retraits sur des prises contre 206 buts-sur-balles. Il fait partie du club des Giants qui remportent 3 fois le titre de la Ligue centrale et 2 fois les Japan Series (équivalent de la Série mondiale en NPB) en 2000 et 2002. Il joue en finale mais dans le camp perdant, en 2008, sa dernière année au Japon, alors que son club s'incline face aux Seibu Lions.
Koji Uehara est membre de l'équipe du Japon qui remporte la première édition de la Classique mondiale de baseball en 2006. Il est également présent lors du tournoi olympique 2004, sanctionné par une médaille de bronze.

### Orioles de Baltimore

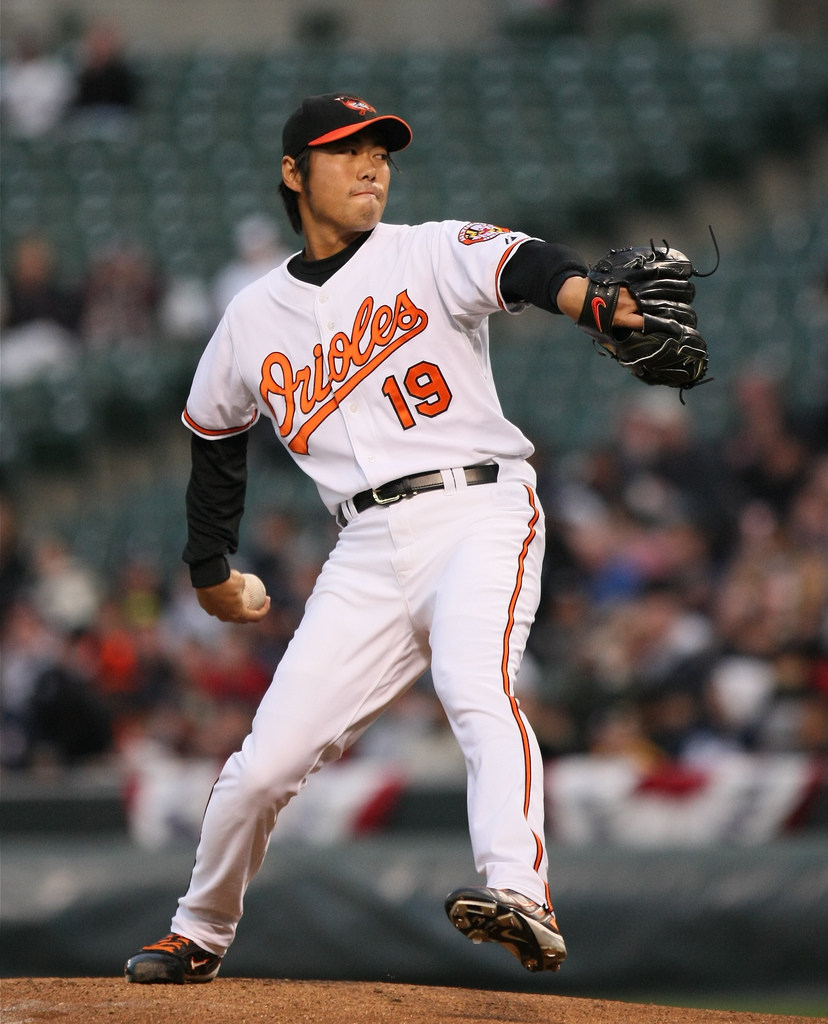
Koji Uehara en 2009 avec les Orioles de Baltimore.

Koji Uehara signe un contrat de deux ans en faveur des Orioles de Baltimore le 13 janvier 2009. Il commence la saison au deuxième rang dans la rotation des lanceurs partants des Orioles.
Il signe ses débuts en MLB par une victoire face aux Yankees de New York le 8 avril. Il est le premier Japonais à jouer pour les Orioles.
Employé comme lanceur partant à sa première saison, il présente une fiche de deux victoires et quatre défaites en 12 départs avec Baltimore. La saison suivante, l'équipe l'utilise exclusivement en relève. Amené au monticule en 43 occasions durant la saison 2010 avec un club de dernière place, il affiche une excellente moyenne de points mérités de 2,86 en 44 manches lancées. Il remporte une victoire et encaisse la défaite en deux occasions en plus d'enregistrer 13 sauvetages. Il devient joueur autonome en novembre 2010 et obtient des Orioles un nouveau contrat.

### Rangers du Texas

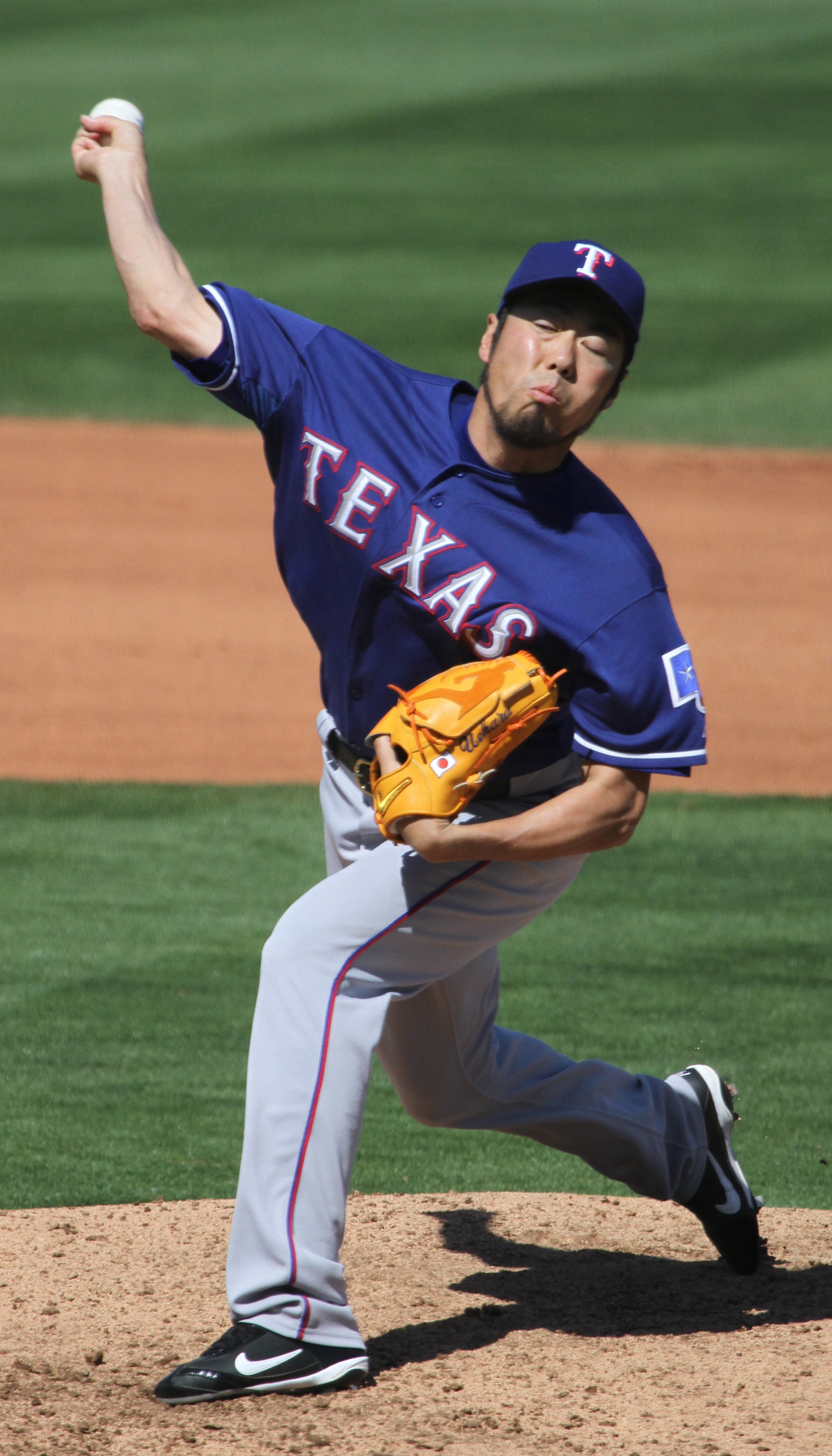
Koji Uehara en 2012 avec les Rangers du Texas.

Le 30 juillet 2011, les Orioles échangent Uehara aux Rangers du Texas en retour du lanceur partant Tommy Hunter et du joueur de premier but Chris Davis. Il apparaît dans 22 parties des Rangers, où il enregistre 23 retraits sur des prises en 18 manches au monticule. Il termine la saison 2011 avec deux victoires, trois défaites, 85 retraits sur des prises et une moyenne de points mérités de 2,35 en 65 manches lancées pour Baltimore et Texas. Il dispute trois matchs de séries éliminatoires avec les Rangers mais ne fait aucune présence dans la Série mondiale 2011.
En 2012, il maintient sa moyenne de points mérités à 1,75 en 36 manches lancées, enregistrant 43 retraits sur des prises contre seulement 3 buts-sur-balles accordés.
Uehara est un des lanceurs accordant le moins de buts-sur-balles. En quatre saisons dans le baseball majeur, il compte 231 retraits sur des prises mais seulement 29 buts-sur-balles, dont deux intentionnels accordés.

### Red Sox de Boston

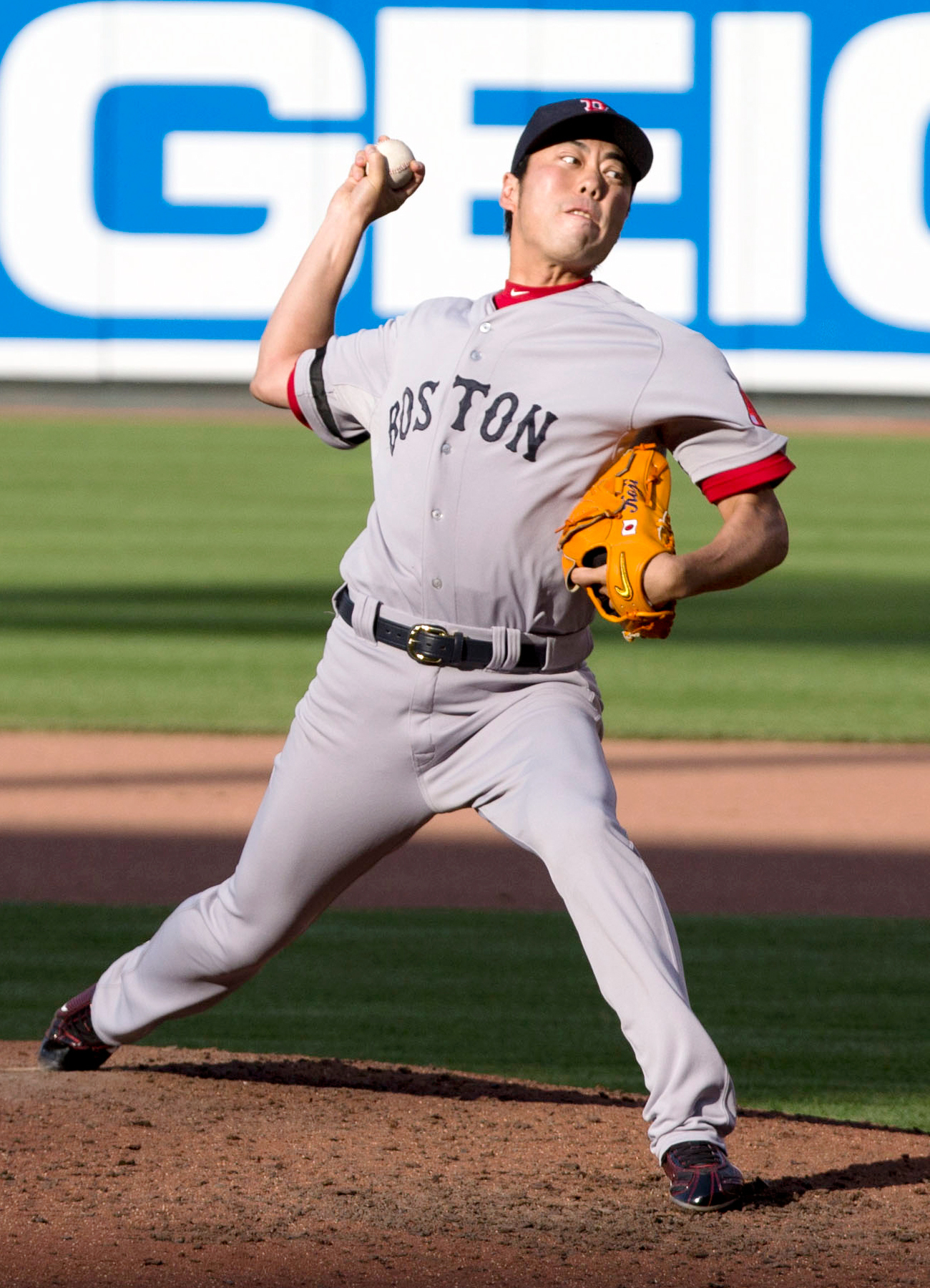
Koji Uehara en 2013 avec les Red Sox de Boston.

Le 18 décembre 2012, Uehara signe un contrat d'une saison à 4,25 millions de dollars avec les Red Sox de Boston.
Le retour sur investissement des Red Sox est considérable et, à ce salaire, Uehara s'avère l'une des aubaines de l'année. Il connaît à l'âge de 38 ans l'une des meilleures saisons de l'histoire pour un releveur des Red Sox et même pour n'importe quel club des majeures,, avec une moyenne de points mérités de 1,09 en 73 sorties. Il enregistre 101 retraits sur des prises contre à peine 9 buts-sur-balles (dont 2 intentionnels) en 74 manches et un tiers lancées, pour des ratios spectaculaires de 12,2 retraits sur des prises par 9 manches lancées et 11,2 retraits au bâton par but-sur-balles accordé. Il n'accorde que 10 points, dont 9 mérités, dans toute la saison. Gagnant de 4 matchs contre 1 défaite, Uehara réalise 21 sauvetages, assumant les fonctions de stoppeur après la blessure subie par Joel Hanrahan, qui devait à l'origine remplir ce rôle. Sa WHIP n'est qu'à 0,565 et les frappeurs adverses ne peuvent faire mieux contre lui qu'une moyenne au bâton de ,130.
Les Red Sox accèdent à la Série mondiale 2013 et Uehara est nommé joueur par excellence de la Série de championnat 2013 de la Ligue américaine que Boston remporte sur les Tigers de Détroit. Premier Japonais à gagner le prix du meilleur joueur d'une Série de championnat, il blanchit les Tigers en 6 manches, retire un frappeur sur trois sur des prises (9 retraits au bâton sur 21 frappeurs adverses affrontés), est le lanceur gagnant du 2e match de la série, et protège 3 des 4 gains des Sox.
À l'âge de 39 ans, Uehara est en 2014 invité pour la première fois au match des étoiles du baseball majeur.
En octobre 2014, il signe un nouveau contrat de deux ans avec Boston.

### Cubs de Chicago
Uehara rejoint les Cubs de Chicago en 2017.

## Statistiques
| Saison | Équipe    | G  | GS | CG | SHO | V | D | SV | IP    | SO  | ERA  |
| ------ | --------- | -- | -- | -- | --- | - | - | -- | ----- | --- | ---- |
| 2009   | Baltimore | 12 | 12 | 0  | 0   | 2 | 4 | 0  | 66.2  | 48  | 4,05 |
| 2010   | Baltimore | 43 | 0  | 0  | 0   | 1 | 2 | 13 | 44.0  | 55  | 2,86 |
| Totaux | Totaux    | 55 | 12 | 0  | 0   | 3 | 6 | 13 | 110.2 | 103 | 3,58 |

Note : G = Matches joués ; GS = Matches comme lanceur partant ; CG = Matches complets ; SHO = Blanchissages ; 
V = Victoires ; D = Défaites ; SV = Sauvetages ; IP = Manches lancées ; SO = Retraits sur des prises ; ERA = Moyenne de points mérités.